# Lost in Time (počítačová hra)
Lost in Time je výpravnou počítačovou hrou, žánrově sci-fi adventurou od francouzské společnosti Coktel Vision. Hráč se vžívá do role mladé míšenky Doralice, hlavní hrdinky tohoto příběhu. Zápletka využívá motiv cestování časem a odehrává se na několika místech: na panství Pruneliere v současnosti, na lodi směřující na ostrov St. Christobald i na samotném ostrově v roce 1840.
Prostředí je zpracované ve 3D.

## Děj
Příběh není vyprávěn v časové posloupnosti, a proto se na počátku ocitáme v podpalubí otrokářské plachetnice směřující v roce 1840 na ostrov St. Christobald. Tomu ale předcházel příjezd Doralice na své nově zděděné panství na atlantické pobřeží. Zde překvapila Jarlatha Equse – hlavního padoucha a svého předka, který uprchl z budoucnosti, aby v minulosti ukryl velmi cenný a silně radioaktivní prvek Americium 1492, který ukradl, a počkal až radioaktivita poklesne. Když ho Doralice náhodou objeví, přemístí ji do minulosti.
Přes množství obtížných hádanek se snaží dopadnout padoucha Jarlatha Equse. Ten se schovává v minulosti s nebezpečným vzorkem, s jehož pomocí chce posléze ovládnout svět.
Na lodi Doralice potkává poněkud roztržitého agenta Melkiora, příslušníka časové policie. Společně se jim podaří se osvobodit a po doplutí na karibský ostrov St. Christobald, kde se Doralice setkává na plantážích se svými předky, se konečně vypořádají s Jarlathem.

## Technická stránka
Hra vyšla v roce 1993 v době nástupu kompaktních disků, kdy vycházely jak disketové, tak CD verze. Ty se zpravidla odlišovaly zejména kompletním namluvením dialogů, případně lepší kvalitou animací.
Autoři použili při tvorbě této hry několik grafických technik: ručně kreslená statická 2D pozadí v kombinaci s digitalizovanými fotografiemi, přes něž se zobrazují krátké digitalizované nebo renderované filmy.
Rozlišení je VGA. Hra se ovládá kompletně pomocí myši. Zvuk a hudba odpovídají tehdejší úrovni a na CD jsou v podobě samostatné audio stopy.
Na dnešních počítačích s Windows XP, 2000 se vyskytují problémy při pokusu hru nainstalovat a hrát. Způsobuje je jednak dnes už vzácný systém čtení zvukových stop z CD, jež podporovaly většinou jen staré cd mechaniky, což způsobuje sekání zvuku, jednak zamrznutí hry při přechodových animacích. Tento problém je odstraněn patchem, který byl pro hru vydán, ten ale způsobuje trhání myši při hraní.
Hru lze spustit pomocí ScummVM nebo v DOSBoxu.